# Iron Man (filme de 1951)
Iron Man (bra: O Demolidor) é um filme de drama estadunidense dirigido por Joseph Pevney e estrelado por Jeff Chandler, Evelyn Keyes e Stephen McNally. Foi lançado em 20 de setembro de 1951 pela Universal Pictures.
A Universal já havia usado o romance de William Riley Burnett como base para o filme Some Blondes Are Dangerous de 1937, dirigido por Milton Carruth e estrelado por Noah Beery.

## Sinopse
Em Coal City, Pensilvânia, o mineiro Coke Mason, na esperança de melhorar de vida, comprou uma loja de rádios e casou-se com Ross Warren. Seu irmão lutador, George, acha que a Coke pode ter mais sucesso como boxeador porque sabe que, quando lutar, será consumido pelo tipo de raiva assassina que o tornou o "Homem de Ferro". Relutantemente, Coke concorda, apesar de seus temores de que um "instinto assassino" o eliminaria no ringue... e provocaria decepção aos seus fãs.

## Elenco
- Jeff Chandler ...Coke Mason
- Evelyn Keyes ...Rose Warren Mason
- Stephen McNally ...George Mason
- Rock Hudson ...Tommy "Speed" O'Keefe conhecido como Kosco
- Joyce Holden ...'Tiny' Ford
- Jim Backus ...Max Watkins
- James Arness ...Alex Mallick (como Jim Arness)
- Steve Martin ...Joe Savella